# Elias Kleist
Mathias Simon Elias Kleist (* 8. Januar 1904 in Sisimiut; † unbekannt) war ein grönländischer Landesrat.

## Leben
Elias Kleist war der Sohn des Jägers Diderik Mikael Jehu Kleist (1874–?) und seiner Frau Benedikta Elisabeth Dorthe Absalonsen (1879–?). Am 13. September 1931 heiratete er in Sisimiut die Hebamme Bodil Juliane Flavia Lennert (1904–?), Tochter des Jägers Frederik Absalon Karl Lennert (1878–?) und seiner Frau Benedikte Jokebet Astridur Sandgreen (1878–?). Er war Jäger in Sisimiut und saß von 1934 bis 1938 im südgrönländischen Landesrat, wo bei der ersten Sitzung der Legislaturperiode im Jahr 1933 noch Karl Mathiasen seinen Wahlkreis vertreten hatte. Später wurde er Fischer und sollte als solcher grönländischer Experte in der Grønlandskommission sein, konnte aber aus gesundheitlichen Gründen nicht mitwirken und wurde von Jens Olsen vertreten.